# John Archer (acteur)
Pour les articles homonymes, voir John Archer et Archer (homonymie).
John Archer est un acteur américain, né Ralph Bowman le 8 mai 1915 à Osceola (Nebraska), mort le 3 décembre 1999 à Redmond (Washington).

## Filmographie
- 1938 : Flaming Frontiers (en) d'Alan James et Ray Taylor : Tom Grant
- 1938 : Letter of Introduction (en) de John M. Stahl : Reporter
- 1938 : Dick Tracy Returns (en) de William Witney et John English : M.. Clark, observatory aide [Ch. 4]
- 1938 : Guet-apens dans les airs (Overland Stage Raiders) de George Sherman : Bob Whitney
- 1938 : Cinq jeunes filles endiablées (Spring Madness), de S. Sylvan Simon : Étudiant au collège de Dartmouth
- 1939 : Career de Leigh Jason : Ray Cruthers
- 1940 : Curtain Call de Frank Woodruff : Ted Palmer
- 1940 : Barnyard Follies de Frank McDonald : Jeff
- 1941 : Cheers for Miss Bishop de Tay Garnett : Richard Clark
- 1941 : Scattergood Baines (en) de Christy Cabanne : Johnny Bones
- 1941 : City of Missing Girls (en) d'Elmer Clifton : Assistant D.A. James J. Horton
- 1941 : The People vs. Dr. Kildare (en) d'Harold S. Bucquet : Intern
- 1941 : Le Roi des zombies (King of the Zombies) de Jean Yarbrough : Bill Summers
- 1941 : Paper Bullets (en) de Phil Rosen : Bob Elliott
- 1941 : Mountain Moonlight de Nick Grinde : Dr Ed
- 1942 : Hi, Neighbor de Charles Lamont : Dr Hall
- 1942 : Police Bullets de Jean Yarbrough : prof. J. Thomas Quincy
- 1942 : Le Monstre de minuit (Bowery at Midnight) de Wallace Fox : Richard Dennison
- 1942 : Scattergood Survives a Murder (en) de Christy Cabanne : Dunker Gilson
- 1942 : Mrs. Wiggs of the Cabbage Patch (en) de Ralph Murphy : Dr Robert Redmond
- 1943 : Hello Frisco, Hello de H. Bruce Humberstone : Ned Clark
- 1943 : The Purple V de George Sherman: Jimmy Thorne
- 1943 : Sherlock Holmes à Washington de Roy William Neill : Lt. Pete Merriam
- 1943 : Shantytown de Joseph Santley : Bill Allen
- 1943 : Requins d'acier (Crash Dive) d'Archie Mayo : Curly Bowman
- 1943 : Guadalcanal Diary de Lewis Seiler : Lt. Thurmond
- 1944 : The Eve of St. Mark de John M. Stahl : Pvt. Carter
- 1944 : Roger Touhy, Gangster (en) de Robert Florey : FBI Agent Kerrigan
- 1947 : Moments perdus (The Lost Moment) de Martin Gabel : Charles
- 1949 : La Fille du désert (Colorado Territory) de Raoul Walsh : Reno Blake
- 1949 : L'enfer est à lui (White Heat) de Raoul Walsh : Philip Evans
- 1950 : Destination... Lune ! (Destination Moon) d'Irving Pichel : Jim Barnes
- 1950 : The Great Jewel Robber (it) de Peter Godfrey : Police Detective Lou Sampter
- 1950 : La Vallée du solitaire (High Lonesome) d'Alan Le May : Pat Farrell
- 1951 : La Bagarre de Santa Fe d'Irving Pichel : Clint Canfield
- 1951 : Home Town Story d'Arthur Pierson: Don
- 1951 : Plus fort que la loi (Best of the Badmen) de William D. Russell : Curly Ringo
- 1951 : Espionne de mon cœur (My Favorite Spy) de Norman Z. McLeod : Henderson
- 1952 : La Vallée des géants (The Big Trees) de Felix Feist : Frenchy LeCroix
- 1952 : Rodeo (en) de William Beaudine : Slim Martin
- 1952 : A Yank in Indo-China de Wallace Grissell : Mulvaney
- 1952 : Sound Off (en) de Richard Quine : Maj. Paul Whiteside
- 1952 : Sea Tiger de Frank McDonald : Ben McGrun
- 1953 : Les étoiles chantent (The Stars Are Singing) de Norman Taurog : Dave Parish
- 1953 : America for Me d'Albert Kelley : Rodeo Cowboy
- 1954 : Dragon's Gold (en) d'Aubrey Wisberg (en) et Jack Pollexfen (en) : Mack Rossiter
- 1955 : No Man's Woman de Franklin Adreon : Harlow Grant
- 1955 : Histoires du siècle dernier (Stories of the Century), (série TV) : L. H. Musgrove
- 1956 : Rock Around the Clock de Fred F. Sears : Mike Dodd
- 1956 : Emergency Hospital de Lee Sholem : Dr Ellis
- 1956 : Je ne suis pas un espion (Three Brave Men) de Philip Dunne : Pryor
- 1957 : Affair in Reno de R. G. Springsteen : Tony Lamar
- 1957 : Dix mille chambres à coucher (Ten Thousand Bedrooms) de Richard Thorpe : Bob Dudley
- 1957 : She Devil de Kurt Neumann : Barton Kendall
- 1957 : Le vengeur agit au crépuscule (Decision at Sundown), de Budd Boetticher : Dr John Storrow
- 1959 : La Cité de la peur (City of Fear) d'Irving Lerner : Lt. Mark Richards
- 1961 : Sous le ciel bleu de Hawaï (Blue Hawaii) de Norman Taurog : Jack Kelman
- 1964 : La Fureur des Apaches (Apache Rifles) de William Witney : colonel Perry
- 1965 : Tuer n'est pas jouer (I Saw What You Did) de William Castle : John Austin
- 1971 : How to Frame a Figg (en) d'Alan Rafkin : Gerard
- 1973 : Columbo : Requiem pour une star (Requiem for a Falling Star) (série TV) : Paul
- 1974 : Thursday's Game (en) (TV) : Mr. Wood
- 1976 : Amelia Earheart (en) (TV) : Dr Paterson
- 1985 : L'Anniversaire de Georges de Patrick Traon : L'oncle
- 1985 : The Little Sister (TV) : Warehouse cop
- 2003 : Claverdeek de Dominic Santana : Claverdeek